# آل، اردن
ال آل، جردن یک منطقهٔ مسکونی در اردن است که در استان عمان واقع شده‌است.